# 尼阿西斯
尼阿西斯（英語：Panyassis），约活动于公元前5世纪前后。古希腊史诗诗人之一，哈利卡那索斯人，希罗多德的叔父，著有14卷本《赫拉克勒斯的故事》和《伊奥尼亚诸城的建立》。前者现存少量残篇。他因为政治活动于公元前5世纪中后期被处死。